# Władysław Tempka

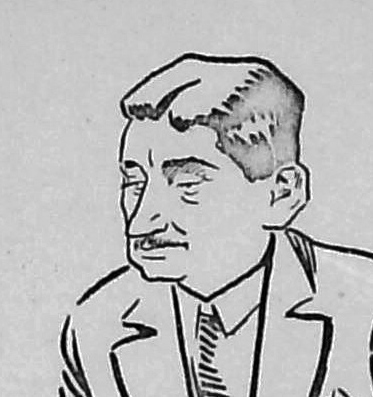
Zygmunt Skwirczyński : Władysław Tempka (1931)

Władysław Tempka (geboren 22. August 1889 in Krakau, Österreich-Ungarn; gestorben 12. Juni 1942 im KZ Auschwitz) war ein polnischer Rechtsanwalt und Politiker.

## Leben
Władysław Tempka war ein Sohn des Beamten Błażej Tempka und der Helena Nowakowski, seine Geschwister waren der Arzt Tadeusz Tempka (1885–1974) und der Theatermacher Zygmunt Tempka alias Nowakowski (1891–1963). Tempka studierte Jura und wurde promoviert.
1925 ging er nach Schlesien, wurde Mitglied der christdemokratischen Polskie Stronnictwo Chrześcijańskiej Demokracji, später Stronnictwo Pracy (SP), und war engster Mitarbeiter des Parteivorsitzenden Wojciech Korfanty und Gegner des Woiwodschaftsgouverneurs Michał Grażyński. Tempka wurde 1928 in den 2. Sejm gewählt und 1930 wiedergewählt, er war Abgeordneter bis 1935.
Nachdem Korfanty 1935 das Land verlassen musste, setzte er die Oppositionsarbeit gegen das autoritäre Sanacja-Regime Józef Piłsudskis und Edward Rydz-Śmigłys fort. 1937 wurde er Mitglied des Hauptvorstandes der SP.
Nach der deutschen Eroberung Polens leitete er die Widerstandsgruppe
Komitet Wykonawczy SP. Tempka wurde Mitte 1940 von der Gestapo verhaftet und 1942 im KZ Auschwitz bei einer Repressalie gegen die Häftlinge erschossen.

## Schriften (Auswahl)
- Wł. Tempka, St. Szczepaniec, Marian Łodyński: Wojskowy Związek Rewolucyjny „Wolność”. Warschau, 1935